# ファミリー (TVチャンネル)
ファミリー（Family）は、カナダのテレビ・プレミアム・チャンネルである。1988年9月1日に開業した。
現在はDHXメディアの傘下。子供向け放送メディアとして、主にディズニー・チャンネルやジェティックス系のテレビドラマ・シリーズやアニメーション番組を放送している。